# Brian Williams (Musiker)

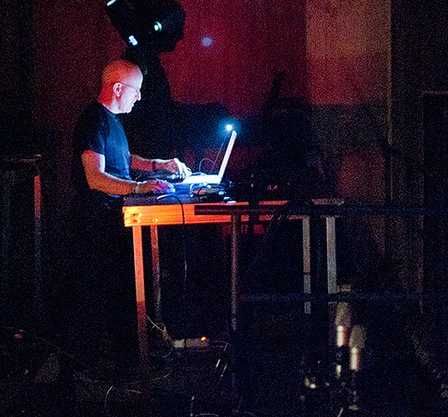
Lustmord beim Norbergfestival, Schweden, 2011

Brian Williams (* 9. Januar 1964) ist ein walisischer Industrial- und Dark-Ambient-Musiker, der vor allem durch sein Musikprojekt Lustmord bekannt ist.
Williams’ Stil ist geprägt von dunklen Klangcollagen und monotonen, maschinenhaften Rhythmen. Gesang im eigentlichen Sinn wird nicht verwendet. Dafür kommen häufig mehr oder weniger bearbeitete Sprach-Samples zum Einsatz.

## Geschichte
Im Alter von 16 oder 17 Jahren kam Williams erstmals mit den Filmen von Kenneth Anger in Berührung, von denen er fasziniert war. Diese gehörten zu den Einflüssen, die ihn zu eigenen Aktivitäten antrieben.
Williams, ein ausgebildeter Tontechniker, begann seinen musikalischen Werdegang Anfang der 1980er, indem er bei Konzerten anderer Bands zwischen der Vor- und der Hauptgruppe die Bühne stürmte und so lange die vorhandenen Instrumente bearbeitete, bis das Sicherheitspersonal seinen Auftritt beendete. Diese Aktionen verschafften ihm bald Kontakt zu Industrial-Bands wie SPK und Throbbing Gristle. Mit ersterer ergab sich eine engere Zusammenarbeit, sowohl live als auch im Studio.
Das erste Lustmord-Album erschien 1982. An den Aufnahmen beteiligt waren John Balance von Coil und Nigel Ayers von Nocturnal Emissions. Zwei Jahre später, 1984, folgte „Paradise Disowned“, eine Art Konzeptalbum, für das Williams Feldaufnahmen in verschiedenen unterirdischen/seeischen Orten (u. a. in der Krypta der Kathedrale von Chartres, einem Schlachthaus sowie auf dem Meeresgrund) im Tonstudio nachbearbeitete.
In den nächsten Jahren verfolgte Williams keine eigenen Projekte, sondern arbeitete als Tontechniker und Sounddesigner mit zahlreichen Größen aus dem Industrial-Umfeld zusammen, darunter Current 93, Nurse with Wound, SPK, Chris & Cosey und Graeme Revell.
Ab 1990 erschienen dann wieder eigenständige Lustmord-Alben. Mitte der 1990er Jahre zog Williams nach Kalifornien, um Graeme Revell bei Soundtracks für Filme wie Street Fighter – Die entscheidende Schlacht, The Crow oder Spawn zu unterstützen. Parallel treibt er verschiedene Nebenprojekte voran, darunter „Terror Against Terror“, „Arecibo“ und „Isolrubin BK“.
Darüber hinaus veröffentlichte er 1995 zusammen mit Robert Rich das von Musikkritikern gelobte Album „Stalker“ sowie 2006 zusammen mit The Melvins „Pigs of the Roman Empire“.
Der erste Live-Auftritt von Lustmord in 25 Jahren erfolgte am 6. Juni 2006 im Rahmen einer Messe zum 40-jährigen Bestehen der Church of Satan. Das Konzert wurde im selben Jahr auf dem Album „Rising“ veröffentlicht.

## Diskografie
| - 1981 – Lustmørd - 1983 – Lustmordekay - 1984 – Paradise Disowned - 1990 – Heresy - 1991 – A Document of Early Acoustic & Tactical Experimentation - 1992 – The Monstrous Soul - 1993 – Crash Injury Trauma (als Isolrubin BK) - 1994 – The Place Where the Black Stars Hang - 1994 – Trans Plutonian Transmissions (als Arecibo) - 1995 – Stalker (mit Robert Rich) - 1996 – Strange Attractor / Black Star - 1997 – Lustmord vs. Metal Beast (mit Shad T. Scott) - 2000 – Purifying Fire - 2001 – Metavoid - 2002 – Law of the Battle of Conquest (mit Hecate) | - 2002 – Zoetrope - 2004 – Carbon/Core - 2004 – Pigs of the Roman Empire (mit The Melvins) - 2006 – Lustmord Rising - 2007 – Juggernaut (mit King Buzzo) - 2007 – "D" Is For Dubby - The Lustmord Dub Mixes (komplettes Remix-Album für Puscifer) - 2008 – Other (mit Adam Jones (Tool), King Buzzo (The Melvins) und Aaron Turner (Isis)) - 2009 – The Dark Places of the Earth - 2013 – The Word as Power - 2016 – Dark Matter - 2020 – Trinity - 2020 – The Fall / Dennis Johnson's November Deconstructed (mit Nicolas Horvath) - 2021 – Alter (mit Karin Park) - 2024 – Much Unseen is Also Here |

## Filmografie (Auswahl)
- 2003: Searching for Haizmann
- 2017: First Reformed
- 2020: The Empty Man